# 네이버 인조이재팬
인조이재팬은 대한민국의 인터넷 기업 네이버가 운영했던 번역 게시판 플랫폼이다. 대한민국과 일본에서 2002년부터 2009년까지 서비스되었으며 일본측 명칭은 인조이코리아(일본어: エンジョイコリア)이다.

## 개요
2002년 한일 월드컵 개최를 계기로 대한민국과 일본의 네티즌 교류를 위한 장소로서 개설되었다. 한국어와 일본어 간 기계번역 시스템이 마련되어 있어 사이트 번역은 물론 댓글 번역도 지원되었다. 한국측 사용자가 한국어로 글을 작성하면 기계번역을 거쳐 일본어로 번역된 뒤 일본측 사용자에게 표시되는 방식이다. 그 반대도 성립한다.
인조이재팬에는 여러 게시판이 마련되어 있었다. ‘여행’ ‘생활|문화’ ‘음식’ ‘스포츠’ 등 취미 활동과 관련된 게시판은 양국 유저들의 정보교환이 원활하게 이루어지는 경우가 많았고, 특히 ‘만화|애니’ 게시판에서는 한일 교류의 취지에 맞게 공동창작이 이루어지기도 했다.
한편 ‘역사’ ‘전통’ ‘시사뉴스’ 게시판에서는 양국 간 다양한 문제를 둘러싸고 격렬한 논쟁이 벌어지는 경우가 잦았다. 특히 역사판은 한일 간 역사 인식의 문제를 두고 격렬한 논쟁이 벌어지는 곳이었다.

## 역사 논쟁
인조이재팬의 ‘역사’ ‘전통’ ‘시사뉴스’ 등 일부 게시판에서는 한일 양국 네티즌의 역사 인식을 둘러싼 논쟁이 격화되었다. 특히 역사 게시판은 가장 격렬한 논쟁이 벌어지는 곳이었다. 주요 논점은 한일병합의 국제법 상 적법성 여부, 일본제국의 조선에 대한 식민지 근대화론 문제, 일본제국에 의한 한글 탄압 정책의 진위 여부, 창씨개명, 종군 위안부, 한일청구권협정 문제 등 다방면에 걸쳤다.
인조이재팬은 네이버가 운영했던 서비스인만큼 한국측 사용자의 수가 압도적으로 많았다. 때문에 초기에는 역사 논쟁에 있어서 일본측 사용자가 양에 압도되기 일쑤였다. 일본의 익명 커뮤니티 사이트인 2채널(지금의 5채널)에서 한일 관계와 역사 문제에 관심을 보인 사용자들이 유입되면서 상황은 변화하였다. 한국측 사용자는 고등학생, 대학생 등 10대가 많았으므로 주로 의무교육 과정의 교과서와 학습 만화책을 통해 배운 지식으로 토론을 전개했으나, 일본측 사용자는 2채널 방식의 ‘출처 지상주의’에 기반하여 아시아역사자료센터(일본어: アジア歴史資料センター) 소재의 기록 및 외교 문서 등 1차 자료와 논문과 연구서 등 2차 자료를 통한 실증주의적 토론에 능하였다. 또한 일본측에는 자료 공유와 논쟁을 지원하는 NAVER Watch 등의 정리 사이트가 개설되어 조직적으로 역사 논쟁에 참여하기에 이르렀다.

### 네이버 총독부
인조이재팬에서 벌어진 역사 논쟁에서 일본측 역사 ‘논객’이 조직화되어 나타난 결과가 바로 네이버 총독부(일본어: 寧覇総督府)이다. 당초 익명제였던 방침을 개정하여 2003년 5월부터 고정 ID 제도가 도입되자, 몇몇 유력한 사용자가 눈에 띄게 되면서 일부 논객을 중심으로 집단 정체성이 형성되었다. 특히 유력한 논자였던 jpn1_rok0, zeong, polalis는 ‘삼악인’(三悪人)으로 불리며 네이버 총독부의 수뇌격이 되었다. 네이버 총독부는 위키 사이트를 통해 사료를 공유하고 토론을 지원하는 한편, 연대기 형식의 일기를 작성하여 인조이재팬에서 벌어진 논쟁의 경과를 체계적으로 기록하였다.
또한, 네이버 총독부는 엔초(일본어: 延懲)라는 독자적인 연호를 사용하거나 플래시 애니메이션을 제작하는 등 인터넷 밈의 성격을 가지고 있었다.

### 청산리 전투 논쟁
2003년 9월 29일, 문화 게시판에 한국측 사용자 dymaxion에 의해 청산리 전투에 관한 스레드가 개설되었다. 한국측은 신용하(愼鏞廈) 교수의 논문 및 박은식(朴殷植)의 《한국독립운동지혈사》(韓國獨立運動之血史)를 인용하여 김좌진 장군이 이끈 한국독립군이 일본군을 상대로 청산리 전투에서 대첩을 거두었다고 주장했다. 청산리 전투는 조선 독립운동사에서 최대의 성과를 거두었다고 여겨지는 1920년 10월의 전투를 말한다. 한국측 역사 자료에 따르면, 그 수가 일관되지 않으나 이 전투에서 발생한 일본군 사상자는 천 명에서 3천 명 정도로 추산된다. 그러나 일본측 사용자는 청산리 ‘대첩’을 대한민국의 ‘건국 신화’로 치부하며 반박했다.
이후, dymaxion은 김좌진 장군 기념사업회의 홈페이지에서 청산리 대첩에서 퇴거하는 일본군이라는 설명이 달린 사진을 가져와 일본군이 심대한 피해를 입은 증거로 제시했다. 그러나, 일본측의 고증에 의하면 해당 사진은 군장과 군복의 생김새로 보아 청산리 전투 당시에 촬영된 것이 아니라 1938년 이후의 사진인 것으로 드러났다. 또한, 일본 아시아역사자료센터에 보존된 출병 사료에서도, 야스쿠니 신사에 보관된 합사(合祀) 기록에서도 일본군이 심대한 손해를 입었다는 사실은 확인되지 않았고, 사망자는 10명 정도인 것으로 확인되었다. 더불어 군사사학회(일본어: 軍事史学会)의 학회지 《군사사학》(軍事史学)의 1979년 제15-3호에 기고된 논문 등을 근거로 일본군이 경미한 손해밖에 입지 않았음을 주장했다. 한국측 논객인 고람거사(孤藍居士, gulanjushi)가 일본측이 전사자 수의 근거로 제시한 일본 후생성 문서가 날조되었음을 주장하며 전세가 뒤집히는듯 했으나, 이는 고람거사가 사상자와 사망자를 혼동하여 발생한 해프닝이었다.
더욱이, 한국측 사용자가 청산리 전투에서 전사했다고 지목한 기병 제27연대장 가노 노부테루(加納信暉) 대좌는, 일본 육군성의 장교 명부에 따르면 그가 이 시기에 전사했다는 사실은 확인되지 않으며, 청산리 대전 이후 1922년까지 연대장을 맡았다고 기록된 사료마저 발견되면서 한국측의 주장은 무너졌다. 일본측은 여기서 그치지 않고 조선측 장군이 독립운동을 포기하고 일본측에 원조를 요청한 것으로 추정되는 교섭 당시의 사료를 아시아역사자료센터에서 발견하여 제시했다. 이 결정타에 의해 한국측의 전의는 완전히 꺾여 ‘청산리 논쟁’은 이렇게 일본측의 압승으로 끝났다.
이 논쟁의 영향으로 독립군의 최대 성과로 알려졌던 청산리 전투가 북한이 선전하는 보천보 전투와 마찬가지로 과장되었거나 신화화되었다는 인식이 퍼졌고, 일부 인터넷 역사 커뮤니티가 근대사에 대한 대한민국의 전통적인 사관(史觀)을 버리고 일본의 사관으로 전향하는 결과를 초래했다. 청산리 전투 논쟁에서 한국측의 패배가 갖는 의미는 거대했다. 조선의 독립운동사에서 유일하게 일본에 승리했다고 여겨온 청산리 전투의 성과가 의심받게 되면서, 독립운동이 일본제국에 어떠한 타격도 주지 못했을 수 있다는 동요심이 떠올랐다.

### 〈버퍼린 작전〉
〈버퍼린 작전〉(일본어: バファリン作戦)은 을미사변을 둘러싸고 네이버 총독부가 대한민국의 이태진(李泰鎭) 교수에게 공개 질문장을 송부한 사건의 일본측 호칭이다. 버퍼린(일본어: バファリン, 영어: Bufferin)은 이 사건이 진행된 당시 일본에서 방송된 진통제의 텔레비전 광고의 문구를 따온 것이다. 이태진 교수가 2004년 7월 15일에 도쿄대학 고마바 캠퍼스에 방문하여 진행한 《글로벌리제이션의 시대, 역사 분쟁을 넘어서》(일본어: グローバリゼーションの時代、歴史紛争を超えて) 강연에서 중국과 일본이 한국에 대해 동정심을 가져야 한다고 발언한 사실을 두고, “한국의 위무사관(慰撫史觀)은 절반은 동정심이고, 나머지 절반은 지통(止痛)으로 구성되어 있다”고 비아냥대기 위해 진통제의 이름에서 따온 것이다.
사건의 발단은 중앙일보 기사 〈명성황후, 마당으로 끌려나가 시해당해〉이다. 서울대학교 이태진 교수가 발견했다는 일본 외무성 기록 문서 《한국왕비살해일건》(일본어: 韓国王妃殺害一件)의 내용을 바탕으로 작성된 이 기사는 기존 인식과 달리, 새 자료가 명성황후가 침소 방 안에서 살해된 것이 아니라 일본 낭인들에 의해 마당으로 끌려나가 살해되었음을 드러낸다고 주장했다. 2005년 1월 13일, 일본측 사용자 zeong이 중앙일보 일본어판 사이트에서 이 기사를 발견한 뒤 곧바로 네이버 총독부에서 초보적인 사료 검증이 진행되었다.
1월 15일, 네이버 총독부의 신년회가 가나가와현 하코네에서 개최되어 〈버퍼린 작전〉을 명명함과 동시에 주요 멤버가 이태진 교수에 대한 공격을 구상했다. ‘하코네 회의’라고 부른다. 이후, 이들은 일본 외무성 외교사료관에서 《한국왕비살해일건》의 복사를 신청하고 아시아역사자료센터에서 관련 사료를 수집했다. 또한 《한국왕비살해일건》이 1971년에는 이미 일반 공개되어 있었다는 사실을 외교사료관 직원을 통해 확인했고, 인터넷 상에서조차 공개 정보였다는 사실이 확인되었다. 이는 이태진 교수가 해당 자료를 발견하여 처음 공개했다는 주장과 모순되는 부분이었다.
복사 자료의 검토를 통해 의문점을 정리한 네이버 총독부는 공개 질문장을 작성하여 이태진 교수에게 송부하기로 결정한다. 2월 8일에 네이버 총독부 내의 메일링 리스트를 통해 총 51항목의 질문이 모집되었다. 최종적으로는 총 14항목으로 추려졌다. 2월 14일, 공개 질문장의 일본어판이 이메일과 우편을 통해 조선일보 유석재 기자, 조선일보, 이태진 교수 등에게 전송되었다. 미국 예일대학교에 재학하고 있던 협력자가 영문으로 번역한 질문장도 2월 19일에 전송되었다.
이에 이태진 교수는 3월 중순까지 답장을 보낼 것이라는 뜻을 밝혔고, 답장은 3월 18일에 공개되었다. 그러나 그 내용은 모든 질문에 명확하게 대답해낸 것은 아니었고, 사실상 논쟁에서 승리한 네이버 총독부는 대한민국과 이태진 교수를 조롱하는 플래시 애니메이션 〈NAVER총독부 공신 108호〉(NAVER総督府公信108号)를 제작하며 축제 분위기가 되었다. 서울대학교 교수가 논쟁에서 참패하면서 인조이재팬 한국측 사용자들은 큰 충격에 빠졌다.

### 주일본 미국 대사관의 반달리즘
2006년 10월 24일, 주일본 미국 대사관에서 접속된 IP 사용자가 일본어 위키백과의 〈한국의 역사#근대〉 문단을 삭제하고 “조선에 역사 없음 예로부터 중국, 일본, 편협만족의 속국”(朝鮮に歴史なし 昔から中国、日本、偏狭蛮族の属国)이라는 글을 작성한 사실이 밝혀져 인조이재팬에서 논란이 되었다.

## 영향
인조이재팬은 대한민국과 일본의 네티즌이 모인 인터넷 커뮤니티였으며, 양국의 인터넷 문화가 상호 교류되는 자리이기도 했다. 웹사이트에 내장된 기계 번역의 특성 상 잦은 오역이 발생했고, 이 또한 하나의 문화가 되었다.

### 자이니치 특권을 용납하지 않는 시민 모임
2채널의 한글 게시판과 인조이재팬을 기반으로, 혐한이라는 의제를 핵심으로 하는 새로운 커뮤니티가 사쿠라이 마코토(桜井誠)의 주도 하에 형성되었다. 사쿠라이 마코토는 이후 2006년에 재특회(일본어: 在特会)를 결성하여 혐한 거리 시위를 주도하는 등 넷 우익의 활동 범위는 인터넷 커뮤니티에서 길거리로 확장하여 현재화(顯在化)했다. 사쿠라이 마코토는 2002년 한일 월드컵 이후 반한 감정을 품기 시작하여 중앙일보가 운영했던 번역 게시판에서 konkon이라는 ID로 활동하다가 인조이재팬으로 거점을 옮기고 Doronpa라는 ID를 사용했다. 사쿠라이 역시 한국측 사용자를 상대로 역사 문제를 둘러싼 토론의 선봉장으로 알려졌으나, 그의 학식은 교과서 수준에 그쳤기 때문에 네이버 총독부의 멤버처럼 특별시되는 일은 없었다.
사쿠라이는 2005년에 닛폰TV 계열의 토론 프로그램의 한류를 다룬 특집 방송에 패널리스트로 출연한 뒤 큰 반향을 일으켰다. 이를 계기로 토론 방송에 빈번히 출연하게 되면서 새로운 혐한 커뮤니티의 리더가 되었다. 이후 〈일한역사문제연구회〉(일본어: 日韓歴史問題研究会)라는 단체를 설립하여 2005년 7월 30일에는 텔레비전 게시판 토론회 출연자에 의한 심포지엄을 진행했다. 당초 해당 심포지엄에는 네이버 총독부의 ‘삼악인’(三悪人) 중 한 명인 zeong이 주요 등단자로서 참여할 계획이었다. 그러나 zeong은 공동선언을 채택하려는 계획에 이의를 제기하며 “정치적 발언을 행하는 일을 불가피한 전제로 삼아, (중략) 많은 문제점을 포함하는 공동 선언을 행하는 심포지엄에 (중략) 동조할 의지는” 없으며, “정체 불명의 정치 집회로 변모한 심포지엄에 이름을 내거는 것은 단고히 거부한다”는 이유로 등단을 사퇴했다. “심포지엄은 토론의 자리”이며 “특정 결론에 이르러서는 안 된다”, 따라서 “‘공동’을 주장해서는 안 된다”는 점을 zeong은 주장했다. ‘삼악인’의 나머지 멤버인 jpn1_rok0, polalis 역시 이에 찬동했다. 사쿠라이의 세력이 인조이재팬에서 출발하여 네이버 총독부와 마찬가지로 혐한 의제를 공유하지만, 결과적으로는 별개의 성격으로 현재화(顯在化)했음을 보여준다.

## 이력
- 2002년 6월에 서비스를 시작했다.
- 2009년 2월 20일에 주요 기능의 제공이 중지되었고 신규 가입이 불가능해졌다.
- 2009년 6월에 서비스를 종료했다.

## 참고 문헌
- 伊藤昌亮 (2018). 〈嫌韓ヘイトスピーチの始原に包摂と排除の論理をめぐるポリティクスとパラドクス〉 [혐한 혐오 발언의 시원에 대한 포용과 배척의 논리를 둘러싼 폴리틱스와 패러독스]. 《インクルーシブなメディア社会に向けて》 [포용적인 미디어 사회를 향해] (PDF) (일본어). 平成 27−29 年度科学研究費補助金(基盤 C15K00464)「地域における社会的包摂とメディアをめぐる実践的研究」報告書. 53–65쪽.
- 伊藤昌亮 (2019). 《ネット右派の歴史社会学：アンダーグラウンド平成史1990-2000年代》 [넷우파의 역사사회학: 언더그라운드 헤이세이사 1990-2000년대] (일본어). 青弓社.